# Michael John LaChiusa
Michael John LaChiusa (né le 24 juillet 1962) est un compositeur et librettiste de comédies musicales américain. Il est plus connu pour le son unique de ses chefs-d'œuvre de l'école post-moderne. Il a reçu cinq nominations pour les Tony Awards pour son libretto de Chronicle of a Death Foretold, et aussi les librettos de Marie Christine et The Wild Party (avec George C. Wolfe), et aussi pour ses partitions de Marie Christine et The Wild Party.
Il est professeur adjoint à l'école des arts Tisch de New York University pour le programme de "Graduate Musical Theatre Writing".
LaChiusa est aussi le destinataire de plusieurs nominations pour les Drama Desk Awards, y compris celles pour ses paroles dans la comédie musicale See What I Wanna See basée sur l'histoire Rashomon de Ryunosuke Akutagawa, la partition de See What I Wanna See, la partition de Chronicle of a Death Foretold, le libretto de Hello Again, les paroles de Hello Again et la partition de Hello Again.